# Коптёвский сельсовет
Коптёвский сельсовет — административная единица на территории Гродненского района Гродненской области Республики Беларусь.

## Состав
Коптёвский сельсовет включает 23 населённых пункта:
- Бросты — деревня.
- Бычки — деревня.
- Гибуличи — деревня.
- Гневенщина — деревня.
- Горница — деревня.
- Жиличи — деревня.
- Жукевичи — деревня.
- Каменка — деревня.
- Колпаки — деревня.
- Копаньки — деревня.
- Коптёвка — агрогородок.
- Кореневичи — деревня.
- Коробчицы — деревня.
- Кошевники — деревня.
- Малая Ольшанка — деревня.
- Немейши — деревня.
- Погораны — деревня.
- Полотково — деревня.
- Славичи — деревня.
- Сухмени — деревня.
- Цвикличи — деревня.
- Чеховщина — деревня.
- Юзефовка — деревня.

Упразднённые населённые пункты:
- Вишневец — деревня.
- Малаховичи — деревня.
- Скоморошки — деревня.
- Солы — деревня.
- Фабричный — посёлок.
- Большая Ольшанка — деревня.

## Достопримечательность

#### Памятник, скульптура
У деревни Коробчицы на площадке вооружения историко-культурного комплекса "Гродненская крепость - Партизанский лагерь" (недалеко от агротуристического комплекса "Гарадзенскi маентак "Каробчыцы") установлены 2 мемориальных самолёта:
- Памятник-самолёт Ан-26
- Памятник-самолёт Су-24МР